# Botanische Tuinen Wageningen
De Botanische Tuinen Wageningen Arboretum Belmonte en De Dreijen maken deel uit van de Wageningen Universiteit (voorheen de Landbouwhogeschool). De beide locaties in Wageningen zijn vrij toegankelijk voor het publiek. De Tuinen maken deel uit van het SNP-netwerk en zijn aangesloten bij de Nederlandse Vereniging van Botanische Tuinen en de Museumvereniging.